# 克魯佩茨 (杜布諾區)
50°8′56″N 25°18′32″E / 50.14889°N 25.30889°E
克魯佩茨（烏克蘭語：Крупець），是烏克蘭西北部羅夫諾州杜布諾區克鲁佩茨市镇内的村落及其行政中心。始建於1545年，面積2.13平方公里，海拔高度218米，2001年人口1,507。